# Zákon klesajících výnosů

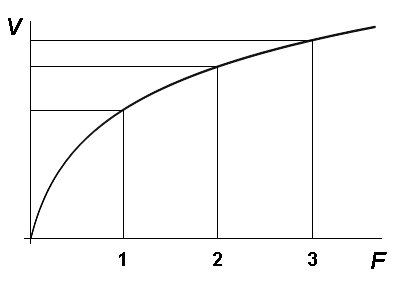
Jestliže ostatní vlastnosti výrobního procesu zůstávají stejné, je navýšení objemu produkce V s každou přidanou jednotkou výrobního faktoru F menší

Zákon klesajících výnosů čili zákon snižujícího se mezního produktu je vlastnost výrobního procesu, u kterého mezní produkt každého výrobního faktoru klesá s přidáním každé další jednotky tohoto faktoru, pokud ostatní výrobní faktory zůstanou na stejné úrovni. Matematicky to znamená, že v oblasti platnosti zákona je druhá parciální derivace produkční funkce podle každého výrobního faktoru záporná (jinými slovy produkce je konkávní funkcí každého jednotlivého faktoru). Nejde o obecně platný zákon ve smyslu přírodních věd, přesto zákon klesajících výnosů v praxi platí velmi často, přinejmenším od jisté úrovně výrobního faktoru.
Klesající výnosy byly objeveny nejprve v oblasti zemědělství a doklady pochopení jejich důsledků jsou již v antice, především u Xenofóna. Moderní formulaci zákona klesajících výnosů přinesl jako první Turgot roku 1767, dále teorii v tomto směru rozvinuli zejména britští ekonomové první poloviny 19. století. Ti klesající výnosy postulovali a zkoumali nejen na úrovni jednotlivé firmy či provozu, ale také na úrovni celých odvětví (David Ricardo) nebo i lidstva (Thomas Malthus).

## Příklad a rozbor
Klasickým příkladem zákona klesajících výnosů je zemědělský podnik. Hlavní výrobní faktory jsou orná půda a práce lidí, kteří ji obdělávají. Kdyby ve výchozím stavu byl přidán další pracovník, zvýší se produkce obilí například o 100 tun ročně. Pokud se pak přidá druhý pracovník, zvýší se podle zákona klesajících výnosů produkce o méně, například o 80 tun. První přidaný pracovník totiž už vykonal ty činnosti, které k zvýšení výnosu přispěly nejvíce, a na druhého tak zbyly již jen činnosti méně produktivní. Třetí pracovník pak přinese méně než druhý a tak dál. Nakonec by se přidáváním pracovníků dospělo ke stavu, kdy půda bude v rámci dostupné technologie dokonale obdělána a další přidaní pracovníci již nenajdou produktivní činnost, které by se mohli věnovat.

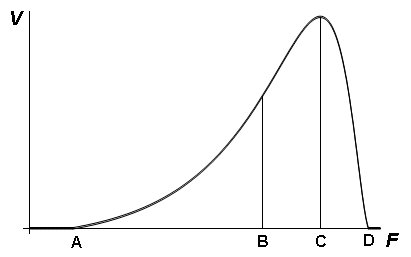
Schéma závislosti sklizně V na závlaze F: Při úrovních závlahy nižších než A pole neplodí. Do inflexního bodu B rostou výnosy nadproporcionálně, od bodu B platí zákon klesajících výnosů. V bodě C se dosáhne maximální sklizně, dál pak produkce klesá až k bodu D, kdy zcela ustane

Podobně kdyby se zvyšovala rozloha půdy při stálém počtu pracovníků, každý další hektar zvětšené rozlohy by byl méně produktivní, až nakonec zvětšování rozlohy polí by již nepřineslo žádný znatelný efekt, protože pracovníci by půdu nestačili obdělat. Totéž ovšem platí i pro jiné výrobní faktory, například množství hnojiva, které má zemědělec k dispozici.
Zákon klesajících výnosů nemusí být splněn zejména při nízké úrovni některého výrobního faktoru. Při jeho zvyšování pak může produkce růst po nějakou dobu proporcionálně nebo dokonce nadproporcionálně („zákon rostoucích mezních výnosů“). Například je-li půda zcela vyschlá, malé množství zálivky nemusí dostačovat k růstu plodiny a neurodí se nic. Pokud se pak intenzita zálivky ještě o trochu zvýší, rostlinám bude voda již stačit, úroda se dostaví a při každém zvýšení zálivky ještě podstatně naroste, mnohem víc, než kolik by bylo úměrné zvýšení objemu vody.
Celkový výnos může při vysokých úrovních výrobního faktoru dokonce začít klesat (a mezní výnos tedy být záporný). Například zvyšování objemu zálivky nad rozumnou úroveň způsobí uhnívání rostlin nebo dokonce jejich vyplavení. V extrémním případě tak může celková produkce klesnout až k nule.
Obecně musí u každého výrobního faktoru existovat úroveň, od níž zákon klesajících výnosů platí. Kdyby tomu tak nebylo, pak by například v zemědělství muselo být možné vypěstovat celou světovou úrodu pšenice na jednom políčku, pokud bychom jej dostatečně obdělávali.
Zákon klesajících výnosů spolehlivě platí pouze ceteris paribus, tedy pokud jsou všechny ostatní parametry výrobního procesu stejné. To bývá splněno zejména v krátké časové perspektivě, v níž tak zákon klesajících výnosů je důležitým limitujícím faktorem produkce. V dlouhodobé perspektivě může například technologické zlepšení způsobit takovou změnu produkční funkce, že zákon ztratí platnost pro srovnání stavu před a po technologické obměně. I v nové situaci bude ovšem existovat nějaká úroveň nové produkční funkce, od níž zákon klesajících výnosů nastoupí.

## Historie
Nemožnosti uživit neomezené množství jedinců na dané rozloze půdy si uvědomovali lidé již ve starověku. Anglický ekonom Alfred Marshall napsal, že „tendence ke snižování výnosu byla příčinou Abrahamova rozchodu s Lotem a většiny migrací, o nichž vypráví historie“. Tím narážel na příběh z biblické knihy Genesis, která příčinu rozchodu obou patriarchů vysvětluje slovy „země jim však nevynášela tolik, aby mohli sídlit pospolu, a jejich jmění bylo tak značné, že nemohli sídlit pohromadě.“
Obecněji popsal důsledky klesajících výnosů ve vztahu k zemědělské práci starořecký učenec a statkář Xenofón. V knize O státních příjmech (Πόροι), napsané kolem roku 355 př. n. l., porovnával hornické a zemědělské podniky a uvedl, že zatímco v dolech je dost práce pro všechny, na statcích není zvyšování počtu dělníků nad určitou mez užitečné. „Každý statkář může přesně říci, kolik pro jeho statek stačí volských jařem a kolik rukou. Vyslat na pole víc než nezbytný počet by považoval za úplnou ztrátu.“ Podobně později klasičtí ekonomové 18. a 19. století věřili, že výroba a hornictví poskytují prostor pro rostoucí výnosy na rozdíl od zemědělství, které je odsouzeno ke klesajícím výnosům.

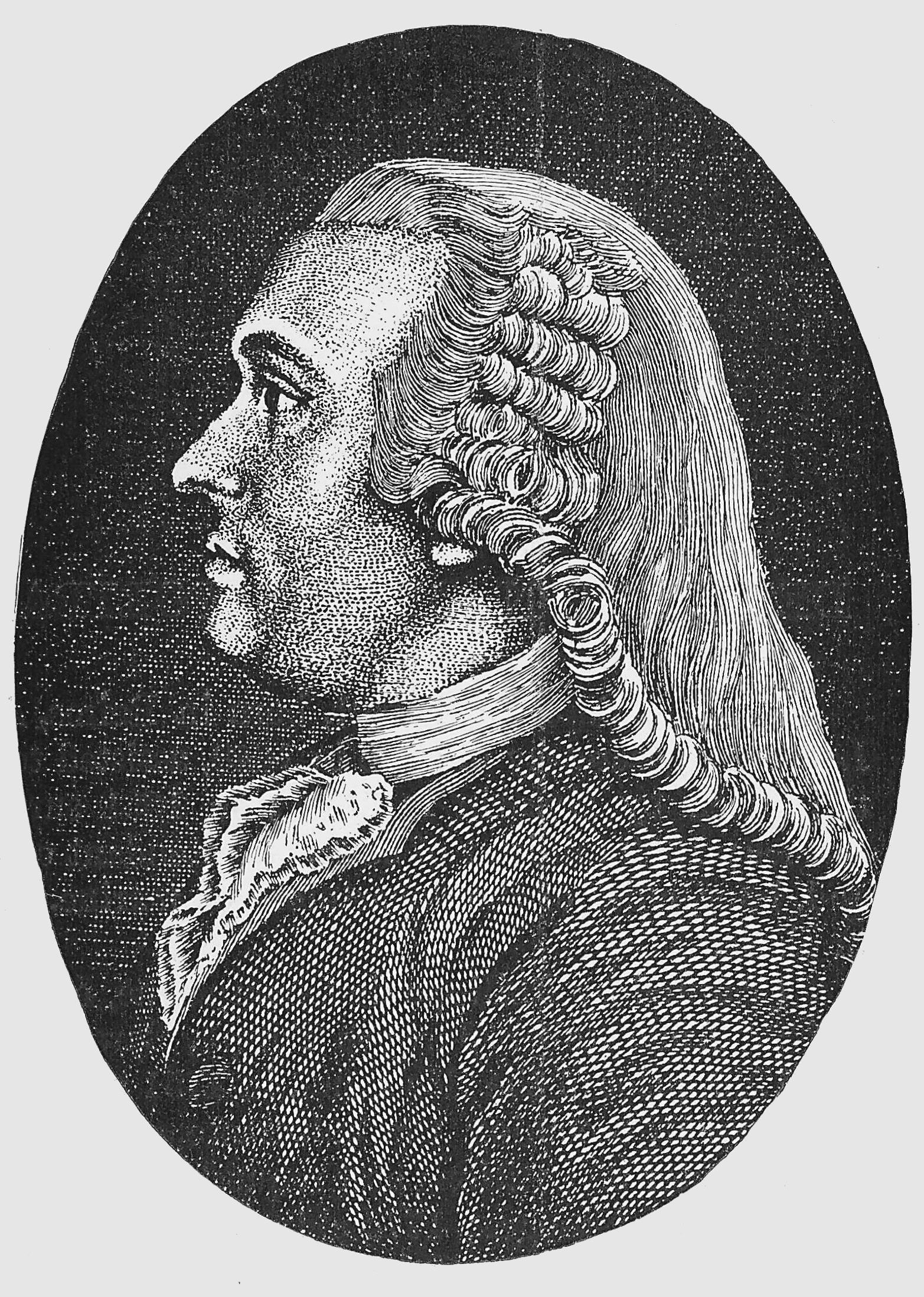
A. R. J. Turgot

Prvním novověkým autorem, který jasně formuloval zákon klesajících výnosů, a to již s náznakem současného marginalistického pojetí, byl francouzský ekonom Anne Robert Jacques Turgot. Jeho článek „Úvahy nad textem Saint-Péravyho“ z roku 1767 obsahuje tuto myšlenku o výrobních faktorech v zemědělství: s jejich navyšováním od jistého bodu „všechny další náklady budou bez užitku a navyšování se dokonce může stát škodlivým. V takovém případě se náklady budou zvyšovat bez nárůstu produkce. Proto existuje bod maximální produkce, přes který není možné se dostat; (…) jakmile se náklady dostanou nad tento bod a míří k bodu, kde již nepřinášejí nic, je víc než pravděpodobné, že každý přírůstek bude méně a méně produktivní.“
V Británii ve stejné době poznatek o klesajících výnosech v zemědělství uveřejnil James Steuart. Důsledky zde rozpracovali další ekonomové a zákon klesajících výnosů se v Británii stal důležitým argumentem veřejných diskusí v první polovině 19. století.
Thomas Malthus v Eseji o principu populace (1793, přepracované vydání 1803) spojil omezené výnosy v zemědělství s názorem, že lidská populace má následkem „sexuální vášně“ tendenci se množit geometrickou řadou, a dospěl k závěru, že lidstvo bude konfrontováno s nemožností získat dostatek potravy, což bude mít za následek hladomor a další katastrofy. Tyto předpovědi se nevyplnily v jeho vlasti ani v jiných rozvinutých zemích kvůli rychlému technologickému rozvoji, jenž přebil důsledky zákona klesajících výnosů, i kvůli daleko pomalejšímu populačnímu růstu, než Malthus ve své teorii předpokládal. Malthusiánské hladomory a války o zdroje jsou však realitou v některých chudých rozvojových zemích, kde Malthusovy závěry stále platí.
Edward West přispěl mimo jiné alternativní formulací zákona klesajících výnosů pomocí nákladů podnikatele: „V procesu zlepšování pěstování se navyšování hrubého produktu stává postupně stále nákladnějším.“ (Esej o aplikaci kapitálu na zemědělskou půdu, 1815)
David Ricardo zasáhl do dobových diskusí o protekcionistických obilních zákonech argumentem, že nákladnost zemědělské výroby rostoucí v důsledku nutnosti obdělávat stále horší půdu (tedy klesající výnosy z půdy) bude stlačovat životní úroveň a výnosy v celé britské ekonomice, a proto by bylo výhodnější dovolit export obilí bez omezení (Esej o vlivu nízkých cen obilí na výnosy akcií, 1815). Ricardova verze zákona klesajících výnosů je méně dokonalá než Turgotova, protože Ricardo pokles výnosu vysvětluje pouze horší kvalitou půdy, která musí být při větší poptávce obdělávána, a nebere v úvahu, že pokles by nastal, i kdyby všechna půda byla homogenní.
Zobecnění zákona klesajících ze zemědělství na další oblasti výroby za předpokladu neměnné technologie a vydatnosti přírodních zdrojů provedl roku 1863 irsko-australský učenec William Edward Hearn.
V Německu se otázkám produktivity v zemědělství věnoval Johann Heinrich von Thünen. Ten na svém statku v Meklenbursku kolem poloviny 19. století nasbíral také rozsáhlý statistický materiál. Na jeho základě teoretizoval o vlivu výrobních faktorů na zemědělskou produkci a empiricky potvrdil Turgotovy závěry: „Patří k povaze zemědělství – a to je velmi významná okolnost – že další produkce nestoupá přímo úměrně počtu navíc zaměstnaných dělníků, ale každý další zaměstnaný dělník poskytne menší produkt než ten předchozí.“
Současná marginalistická formulace ve smyslu snižování mezního produktu vznikla až počátkem 20. století, první ji pravděpodobně vyslovil Francis Ysidro Edgeworth roku 1911.

## Kontext
Zákon klesajících výnosů vznikal a používá se v kontextu dalších ekonomických teorií. K nim patří:
- Zákon klesajícího mezního užitku se týká spotřeby. Tvrdí, že od jisté úrovně spotřeby každá další dodatečná jednotka spotřebovávaného statku přináší spotřebiteli menší užitek než jednotka předchozí.
- Výnos z rozsahu, tedy chování produkční funkce, pokud se v náležitém poměru zvyšují všechny vstupy (v případě zákona klesajících výnosů zůstával některý vstup beze změn). Může dojít k rostoucímu, konstantnímu nebo klesajícímu výnosu z rozsahu.[24]
- Zákon sestupné tendence míry zisku je Karlem Marxem předpokládaná všeobecná tendence v kapitalismu. Podle Marxe musí „ponenáhlé narůstání konstantního kapitálu ve srovnání s variabilním kapitálem mít při nezměněné míře nadhodnoty čili nezměněném stupni vykořisťování práce kapitálem nezbytně za následek postupný pokles všeobecné míry zisku.“[25]